# Молодь БНФ
Молодь Білоруського Народного Фронту (біл. Моладзь Беларускага Народнага Фронта, Moładź Biełaruskaha Narodnaha Fronta) — це молодіжна політична організація зі своєю структурою, це молодіжне крило Партії БНФ.

## Історія
Молодіжна комісія партії БНФ була затверджена Сеймом 7 листопада 2005 року. Молодь БНФ створили молоді люди, які були членами Партії БНФ. До оргкомітету увійшли: Алесь Каліта, Франак Вячорка, Олександр Мазанік, Явген Пугач, Кацярина Марковська, Сергій Семенюк, Аляксей Трубкін.
- Перший з'їзд організації "Молодь БНФ" відбувся 24 вересня 2006 року. Головою організації став Алесь Каліта, заступниками - Ілля Богдан та Сергій Семенюк. Обрано раду з 9 осіб.
- II з’їзд (11 листопада 2007 р.). Алесь Калита був переобраний головою Молоді Білоруського Народного Фронту [1].
- III з’їзд (26 жовтня 2008 р.). Його було обрано головою партії БНФ Франаком Вячоркою [2]. 28 січня 2009 р. Франак Вячорка, незважаючи на медичні протипоказання, призваний в армію [3]. В.о. голови стала Катерина Марковська.
- IV з’їзд (19 жовтня 2009 р.). На з’їзді головою Молоді БНФ було обрано Андруса Кречку [4], депутатами стали Антось Каліновський, Олександра Клімович та Сергій Семенюк.
- V з’їзд (9 квітня 2011 р.). Було прийнято рішення скасувати посаду голови організації та делеговані Колегії повноваження щодо координації, які збиратимуться щомісяця [5].
- VI з’їзд (9 жовтня 2016 р.). Рішення V конгресу про скасування посади голови організації було скасовано, і було вирішено змінити символ організації на герб Фенікса. Позиція "Молоді БНФ" також була змінена: кількість разів керівника організації обмежували двома, створювалась Рада у складі заступників голови, керівників міських організацій та керівників управлінь, повноваження керівників були обмежені. Головою обрано Юрія Лукашевича.[6]

У 2008-2010 рр. Багато членів організації пройшли репресії: день неодноразово сидів Алесь Каліта, з університету незаконно були виключені Франак Вячорка, Дмитро Жалезніченко. Вони, як і Алесь Калита, вступають до війська.
У 2012-2015 рр. Організація відчувала проблеми через політичні репресії.
25 серпня 2015 року Юрій Лукашевич став виконуючим обов'язки голови "Молоді БНФ".
У вересні 2015 року "Молодь БНФ" розпочала відродження. У 2015 та 2016 роках вона провела десятки різних акцій у різних містах Республіки Білорусь.
Після парламентської кампанії 2016 року деякі члени організації зазнали репресій з боку освітніх установ, але це не зупинило організацію: у Мінську, Гродно, Бресті, Могилеві, Гомелі, Вітебську, Слонімі, Речиці, Орші, Полоцьку, Новополоцьку, Бобруйську, Барановичах,  Молодіжні активісти продовжують здійснювати свої кампанії, проводити заходи та дії в Борисові, Жодіно, Ліді, Сморгоні, Молодечно та Пінську.

## Діяльність
Членство в організації "Молодь БНФ" відкрите. Усі члени віком від 14 до 35 років, які заповнили анкету Молоді БНФ, можуть стати членами організації. У 16 років члени організації мають можливість вступити до БНФ "Відродження", а у 18 років - до Партії БНФ. Члени Молоді БНФ мають можливість взяти участь у всіх заходах Партії БНФ. Керівники департаментів, місцевих громад, члени Ради повинні бути членами Партії БНФ та брати участь у засіданнях місцевих рад. Члени Молоді БНФ, які є членами Партії БНФ, можуть брати участь у виборах як кандидати від Партії БНФ.
Молодь БНФ провела низку громадських кампаній, серед яких: "Кампанія солідарності з політичними в'язнями" , "Кампанія проти скасування пільг" , "За білорусизацію мобільних операторів" , "За професійну армію»  ,« Молодь БНФ - білоруському народові »  ,« Я слухаю білоруську музику »(кампанія проти « чорних »списків заборонених білоруських музикантів ),« Я люблю Білорусь »  ,« Охорона садиби Лошицьких"," Кампанія проти передачі пам'ятника М. Богдановичу »,« Квіти батькам нації » .
Під час президентської кампанії 2010 року активісти "Молоді БНФ" брали активну участь у виборчій кампанії кандидата від БНФ Ригора Кастусьова. Вони збирали підписи, агітували, координували роботу окремих регіонів.
Молодь БНФ активно брала участь у парламентських виборах у 2016 році, агітуючи за кандидатів від партії БНФ.
Станом на 2016 рік "Молодь БНФ" проводить кампанію "За реабілітацію Лариси Геніюш"  та кампанію проти політичного тиску "Іриска проти тиску! » 

## Символіка
Символом організації є герб Фенікс, який символізує відродження, владу, процвітання та справедливість.
Неофіційними символами організації є герб Гедиміна "Калюмний" та герб Ягеллонів.